# Neochamus thoas
Neochamus thoas är en skalbaggsart som beskrevs av Dillon 1961. Neochamus thoas ingår i släktet Neochamus och familjen långhorningar.
Artens utbredningsområde är Zimbabwe. Inga underarter finns listade i Catalogue of Life.